# 尼古拉-夏尔·博克萨

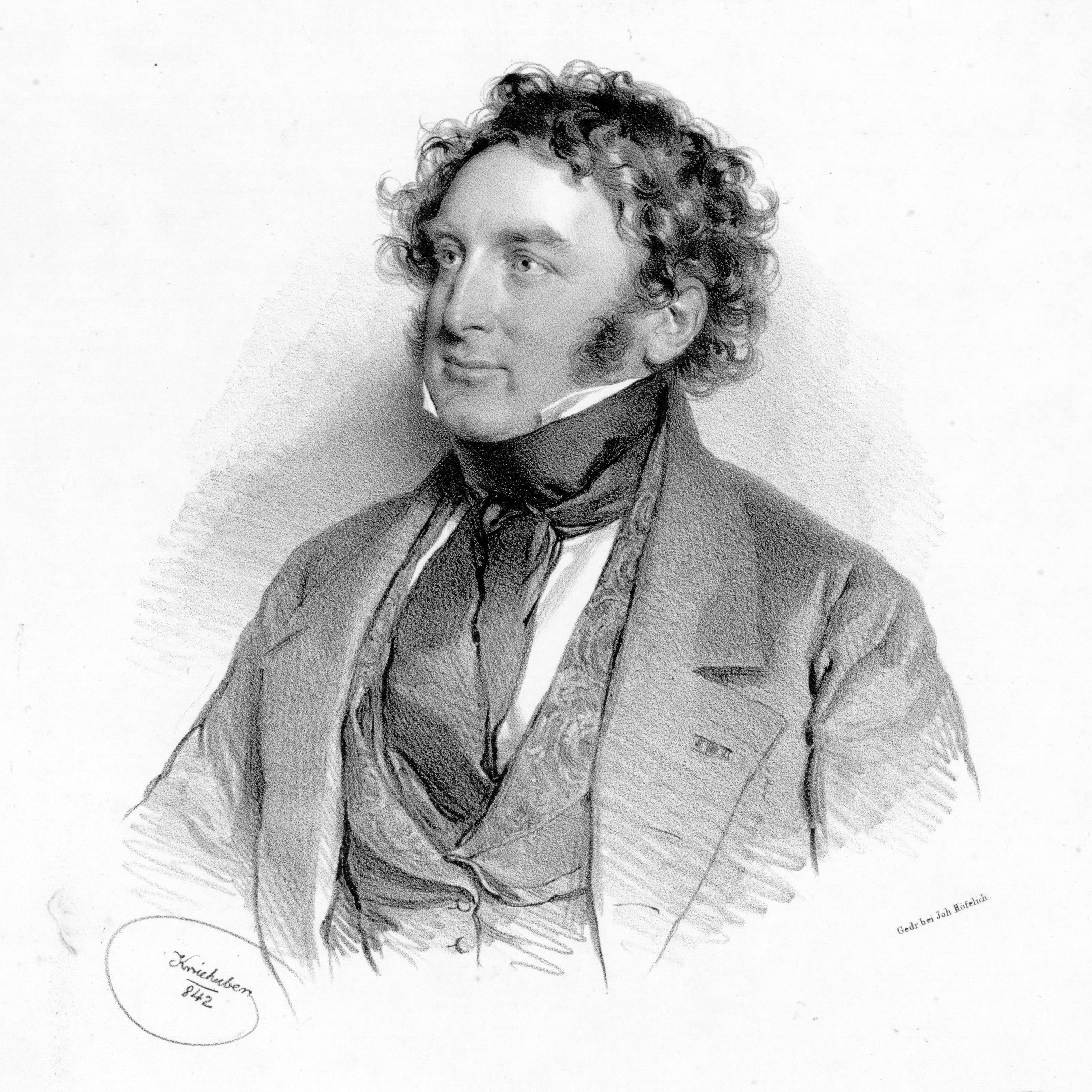
1842年像

罗贝尔·尼古拉-夏尔·博克萨（法語：Robert Nicolas-Charles Bochsa，法語發音：[ʁɔbɛʁ nikɔla ʃaʁl bɔksa]；1789年8月9日—1856年1月6日）是一名法国竖琴家和作曲家，他和安娜·毕晓普可能是乔治·杜·莫里耶的小说《特丽尔比》中的主角人物原型。

## 生平
他是波西米亚音乐家卡尔·博萨克的儿子，出生于法国蒙梅迪。七岁时他就能吹奏长笛和钢琴， 1807年到巴黎國立高等音樂舞蹈學院学习。1813年，他成为帝国管弦乐团的竖琴手，并开始为國立喜歌劇院创作歌剧。然而在1817年他卷入了诈骗案，因此逃往伦敦。缺席审判的博萨克被判处十二年劳役和四千法郎罚金。
但身在伦敦的博萨克没有受到实质的惩罚，他于1821年参与创办了皇家音乐学院。1826年，其犯罪事实被揭露，他被迫辞职，但随后又成为伦敦国王剧院的音乐总监。

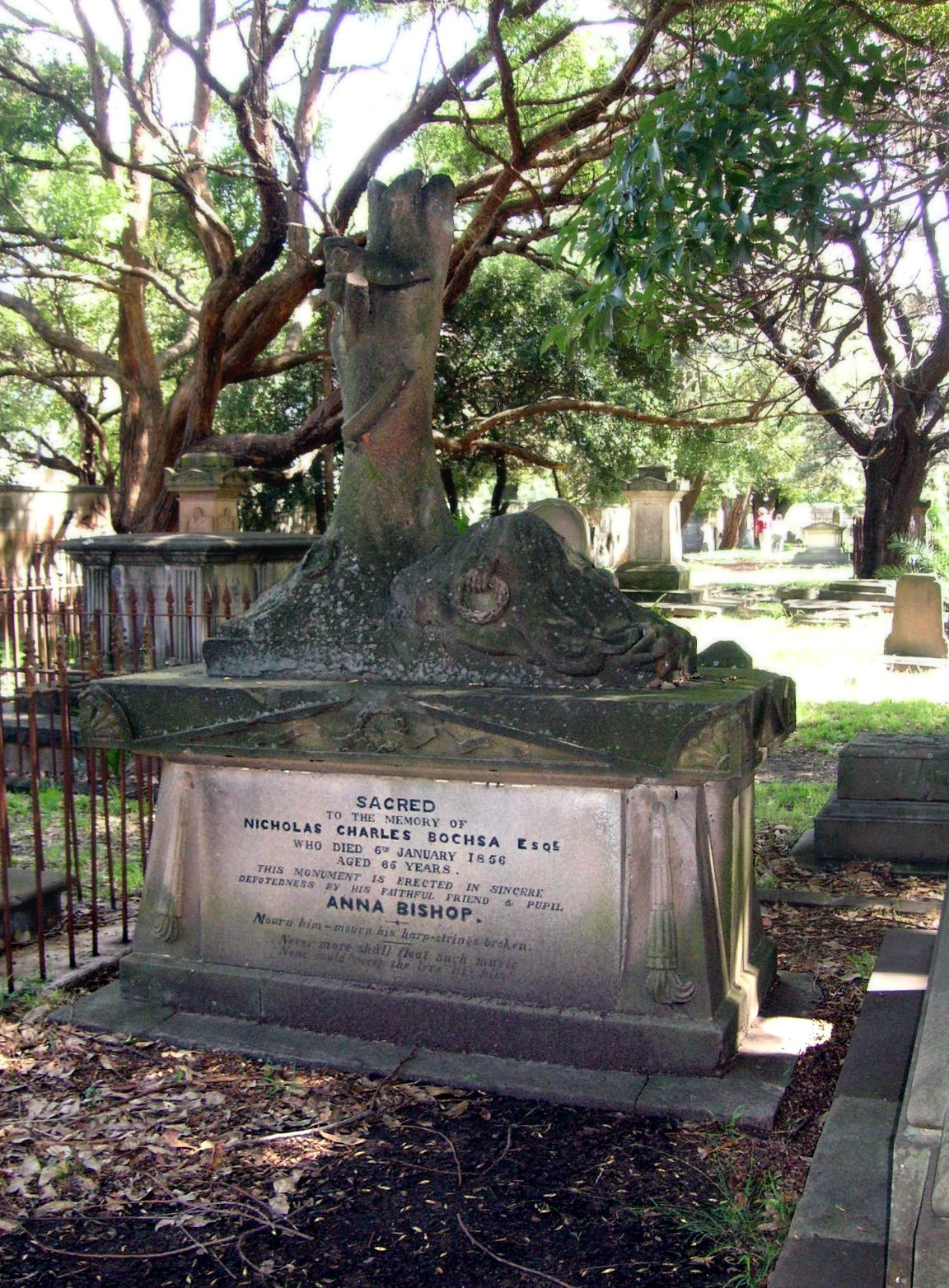
悉尼坎珀当公墓的墓碑

1839年，他与作曲家亨利·毕晓普的妻子、歌剧歌手安娜·毕晓普私奔。他们在北美和除去法国外的欧洲各国一起演出。在那不勒斯，他被任命为圣卡洛剧院 的总监，并在那里待了两年。
1855年12月淘金热期间，二人一起抵达澳大利亚悉尼，但在博萨克去世前他们只一起举办了一场音乐会。他死后葬于悉尼的坎珀当公墓。